# 영국 대법원

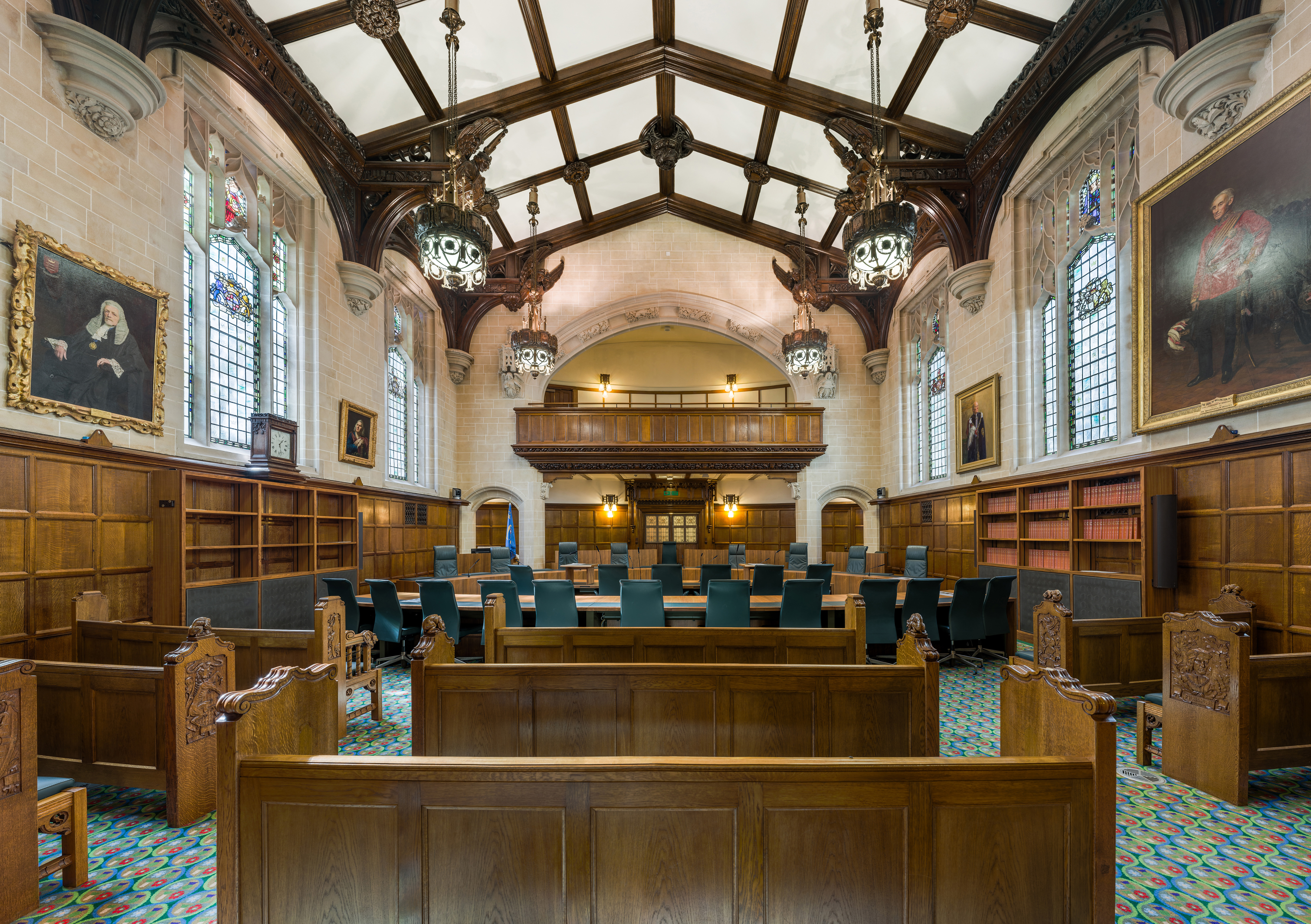

영국 대법원(英國大法院, Supreme Court of the United Kingdom)은 2005년 헌법개혁법률에 따라 2009년 설립된 영국의 최고재판소이다.
이전에는 영국 상원의 12명의 종신 상원의원인 상임항소법관이 3심재판을 했다. 즉, 하원 다수당이 행정부와 하원을 장악하며, 상원 12명이 사법부를 장악했다. 그래도 세계인권선언이 요구하는 사법부의 독립이 인정되었다.
2009년 런던 웨스트민스터 사원 옆에 위치한 미들섹스 길드홀(Middesex Guildhall) 안에 영국 대법원이 들어서기 전까지 영국 상원 사법위원회(The Judicial Committee of the House of Lords)가 대법원의 역할을 대신했다. 즉, 영국에서는 입법부인 상원 의회에서 최고재판소의 역할을 같이 수행하였다.
더욱이 영국 상원(The House of Lords)은 그 이름에서 보듯이 귀족들(lords)로 구성된 귀족원이다. 따라서 최고재판소의 재판관(즉, 대법관)은 귀족이 아니면 할 수 없는 시스템이었다. 결국 영국 국민들도 이런 문제점을 인식하고 상원에서 분리된 별도의 대법원을 만들고, 귀족이 아닌 사람도 대법관이될 수 있도록 제도를 개선하게 되었다.
이에 따라 2009년에 미들섹스 길드홀 내에 대법원을 설치하였다. 미들섹스 길드홀은 원래 런던을 둘러싸고 있는 미들섹스주 길드(guild, 직업별 조합)들이 사용하던 모임 장소였다.
미들섹스 길드홀에는 대법원 외에 The Judicial Committee of the Privy Council이 위치해 있다. The Judicial Committee of the Privy Council은 일부 영연방국가, 3개의 자치섬(Crown Dependencies), 영국 해외영토의 재판사건에 대한 최고항소법원(the highest court of appeal)의 역할을 한다.
원래 The Judicial Committee of the Privy Council에서 스코틀랜드, 웨일스, 북아일랜드 등 영국 지방정부와 중앙정부 간 권한쟁의 사건(Devolution Issues)을 다뤘으나, 대법원이 생기면서 해당 사건들을 대법원에서 처리하도록 하였다.

## 같이 보기
- 영국 대법원장
- 영국 부대법원장
- 영국 대법원 판사